# صهيب الراوي
صهيب إسماعيل محمود الراوي (5 أيلول 1966 - ) سياسي عراقي، عضو سابق في مجلس محافظة الأنبار، ومحافظ أسبق للأنبار وهو عضو المكتب السياسي في الحزب الإسلامي العراقي حتى يوم 24 تشرين الأول سنة 2019 حين أُعلنَ عن استقالته من الحزب.

## الإقالة والرجوع إلى منصب المحافظ
في عام 2016 صوت مجلس محافظة الأنبار بالأغلبية على إقالة صهيب الراوي من منصبه، وعاد المجلس ليصوت مرة أخرى، في 29 آب 2016 على إقالته، قبل أن يعود ليصوت في 26 تشرين الثاني 2016، على إيقاف القرارين بشأن الإقالة.

## مذكرة الاعتقال
في 9 آب 2017، أصدر مجلس القضاء الأعلى مذكرة اعتقال بحق صهيب، بتهمة مخالفة الواجبات الوظيفية الموكلة إليه وفقا للمادة 331 عقوبات.